# Паррадо-и-Гарсиа, Агустин
Агустин Паррадо-и-Гарсиа (исп. Agustín Parrado y García; 5 октября 1872, Фуэнсальдания, Кастилия и Леон — 8 октября 1946, Гранада, Андалусия) — испанский кардинал. Епископ Паленсии с 20 мая 1925 по 4 апреля 1934. Архиепископ Гранады с 4 апреля 1934 по 8 октября 1946. Кардинал-священник с титулом церкви с 18 февраля 1946, Сант-Агостино с 22 февраля 1946.

## Образование
Окончил Семинарию Вальядолида.

## Священство
21 сентября 1895 года рукоположен в священники в Вальядолиде.
С 1895 года по 1925 год, последовательно, занимал должности преподавателя семинарии в Вальядолиде и Папского университета в Вальядолиде, вице-ректора семинарии в Вальядолиде, пенитенциарного каноника собора Асторги, директора епархиальной газеты Асторги; епархиальным официалом Асторги, епархиальным официалом Саламанки и декан богословского факультета Папского университета Саламанки.
С 14 июня 1922 года — Придворный прелат Его Святейшества,

## Епископ
20 мая 1925 года избран епископом Паленсии. Епископская ординация состоялась 16 августа 1925 года в соборе Саламанки. Церемонию проводил Джулиан де Диего Гария, патриарх Западной Индии и военный генеральный викарий при содействии соконсекраторов Мануэля де Кастро и Алонсо, епископа Сеговии, и Мануэля Мария Видал и Буйон, епископа Туи.
С 17 октября 1945 года — Помощник Папского трона.

## Кардинал
С 18 февраля 1946 года — Кардинал-священник с титулом церкви Сант-Агостино.

## Смерть
Умер 8 октября 1946 года, после продолжительной болезни, в Гранаде. Похоронен в столичном кафедральном соборе Гранады.

## Награды
- Большой крест ордена Изабеллы Католической (1 октября 1945 года)[2]